# Fraunhofer (cràter)
Fraunhofer és un cràter d'impacte que es troba just al sud-sud-oest del cràter Furnerius, a la part sud-est de la Lluna. Aquest cràter apareix en escorç vist des de la Terra, encara que en realitat és gairebé circular.

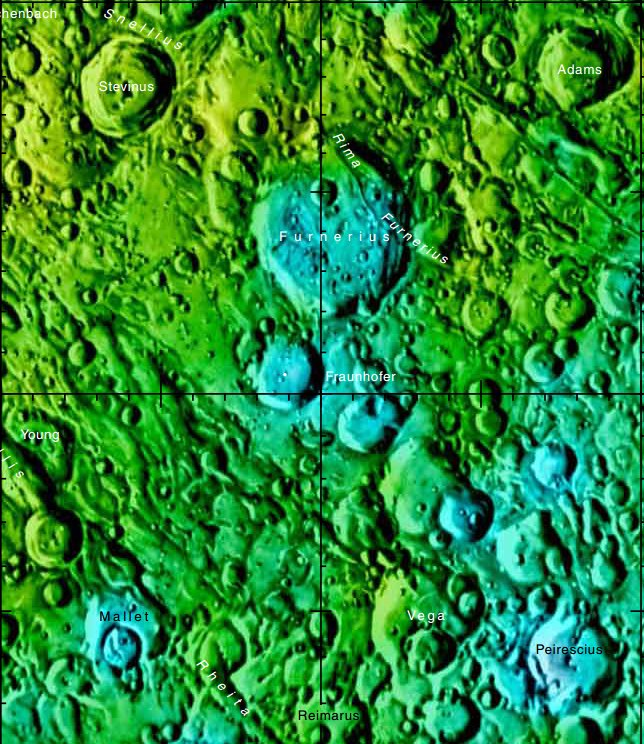
Localització de Fraunhofer (centre superior de la imatge)
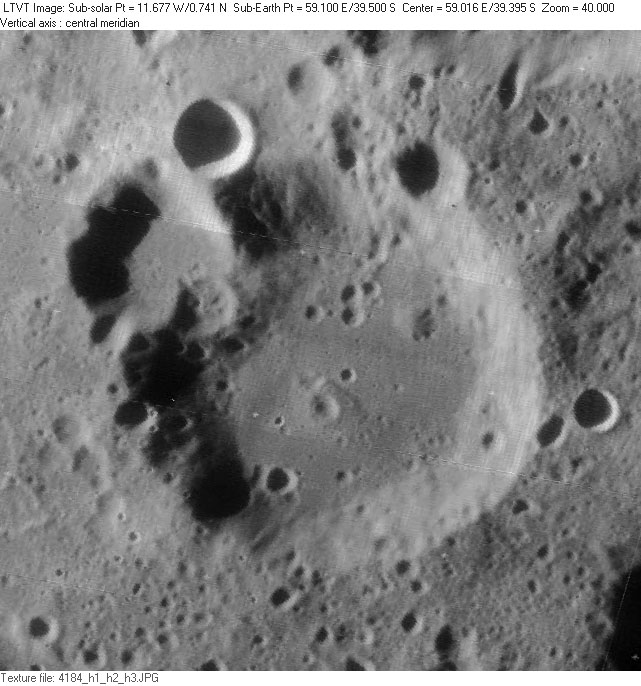
Fotografia de la missió Lunar Orbiter 4

Aquest cràter ha patit certa erosió per impactes menors, sobretot a la part nord de la vora. El cràter satèl·lit Fraunhofer V es troba a la vora nord-oest i ocupa part de la paret interior. Un parell de cràters més petits també es troben al costat nord de la vora.

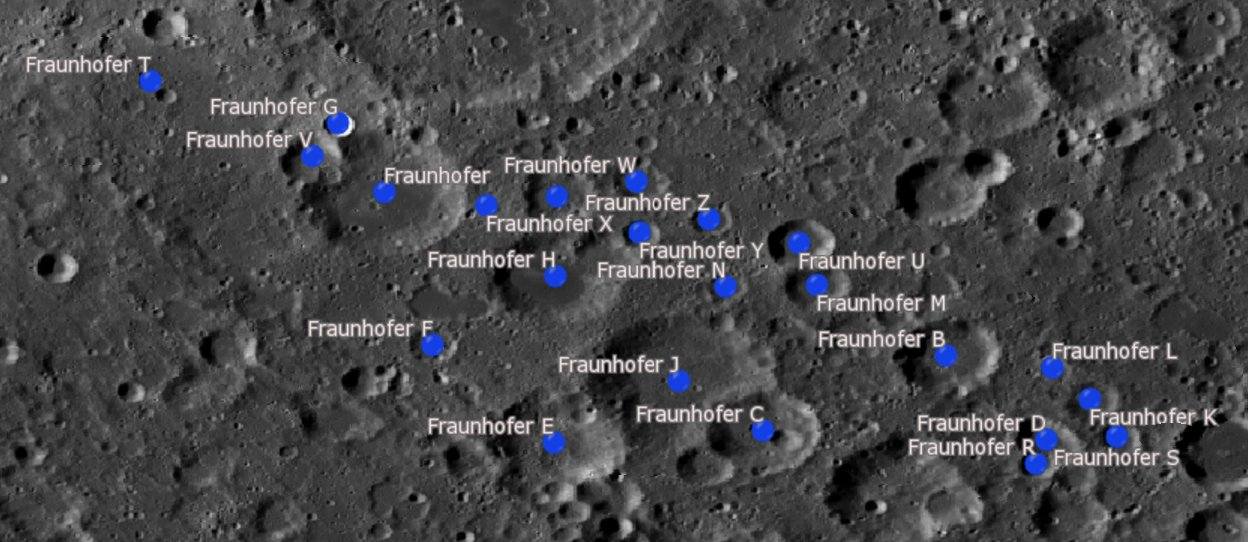
Cràters satèl·lit

La resta del perímetre apareix relativament intacte, amb petits cràters al llarg d'algunes parts de la paret interior. El sòl interior està gairebé a nivell i es caracteritza per la presència de diversos cràters petits. Els dos terços meridionals de la planta tenen una albedo lleugerament inferior a la de la part nord.

## Cràters satèl·lit
Per convenció aquests elements són identificats en els mapes lunars posant la lletra en el costat del punt central del cràter que està més proper a Fraunhofer.
| Fraunhofer | Coordenades                          | Diàmetre |
| ---------- | ------------------------------------ | -------- |
| A          | 39° 36′ S, 61° 42′ E / 39.6°S,61.7°E | 29 km    |
| B          | 41° 48′ S, 67° 18′ E / 41.8°S,67.3°E | 36 km    |
| C          | 42° 54′ S, 64° 42′ E / 42.9°S,64.7°E | 38 km    |
| D          | 43° 06′ S, 69° 00′ E / 43.1°S,69.0°E | 17 km    |
| E          | 43° 24′ S, 61° 42′ E / 43.4°S,61.7°E | 42 ;km   |
| F          | 41° 42′ S, 59° 48′ E / 41.7°S,59.8°E | 16 ;km   |
| G          | 38° 30′ S, 58° 18′ E / 38.5°S,58.3°E | 11 ;km   |
| H          | 40° 48′ S, 61° 42′ E / 40.8°S,61.7°E | 43 ;km   |
| J          | 42° 24′ S, 63° 36′ E / 42.4°S,63.6°E | 63 km    |
| K          | 42° 30′ S, 69° 18′ E / 42.5°S,69.3°E | 16 km    |
| L          | 42° 06′ S, 68° 48′ E / 42.1°S,68.8°E | 8 km     |
| M          | 40° 54′ S, 65° 36′ E / 40.9°S,65.6°E | 21 km    |
| N          | 40° 54′ S, 64° 24′ E / 40.9°S,64.4°E | 12 km    |
| R          | 43° 30′ S, 68° 42′ E / 43.5°S,68.7°E | 11 km    |
| S          | 43° 06′ S, 69° 54′ E / 43.1°S,69.9°E | 13 km    |
| T          | 37° 54′ S, 55° 42′ E / 37.9°S,55.7°E | 8 km     |
| U          | 40° 12′ S, 65° 06′ E / 40.2°S,65.1°E | 24 km    |
| V          | 39° 00′ S, 58° 00′ E / 39.0°S,58.0°E | 24 km    |
| W          | 39° 24′ S, 62° 48′ E / 39.4°S,62.8°E | 18 km    |
| X          | 39° 42′ S, 60° 36′ E / 39.7°S,60.6°E | 6 km     |
| Y          | 40° 12′ S, 63° 00′ E / 40.2°S,63.0°E | 13 km    |
| Z          | 39° 54′ S, 63° 54′ E / 39.9°S,63.9°E | 14 km    |